# Herstadberg
Herstadberg (ibland skrivet Herstaberg utan d) är en tätort i Norrköpings kommun, Östergötlands län.

## Befolkningsutveckling
| Befolkningsutvecklingen i Herstadberg 1960–2020 | Befolkningsutvecklingen i Herstadberg 1960–2020 | Befolkningsutvecklingen i Herstadberg 1960–2020 | Befolkningsutvecklingen i Herstadberg 1960–2020 | Befolkningsutvecklingen i Herstadberg 1960–2020 |
| ----------------------------------------------- | ----------------------------------------------- | ----------------------------------------------- | ----------------------------------------------- | ----------------------------------------------- |
|                                                 |                                                 |                                                 |                                                 |                                                 |
| År                                              |                                                 |                                                 | Folkmängd                                       | Areal (ha)                                      |
| 1960                                            | 1960                                            |                                                 | 217                                             |                                                 |
| 1975                                            | 1975                                            |                                                 | 210                                             |                                                 |
| 1980                                            | 1980                                            |                                                 | 228                                             |                                                 |
| 1990                                            | 1990                                            |                                                 | 279                                             | 36                                              |
| 1995                                            | 1995                                            |                                                 | 267                                             | 36                                              |
| 2000                                            | 2000                                            |                                                 | 268                                             | 36                                              |
| 2005                                            | 2005                                            |                                                 | 257                                             | 36                                              |
| 2010                                            | 2010                                            |                                                 | 236                                             | 36                                              |
| 2015                                            | 2015                                            |                                                 | 236                                             | 28                                              |
| 2020                                            | 2020                                            |                                                 | 237                                             | 37                                              |
|                                                 |                                                 |                                                 |                                                 |                                                 |